# (1800) Aguilar
(1800) Aguilar est un astéroïde de la ceinture principale découvert le 12 septembre 1950 par l'astronome Miguel Itzigsohn.

## Historique
Le lieu de découverte, par l'astronome Miguel Itzigsohn, est l'Observatoire astronomique de La Plata.
Sa désignation provisoire, lors de sa découverte le 12 septembre 1950, était 1950 RJ.

## Caractéristiques
Sa distance minimale d'intersection de l'orbite terrestre est de 1,031 230 ua.